# Evangelisch-Lutherisches Dekanat Ingolstadt
Das Evangelisch-Lutherische Dekanat Ingolstadt ist eines der achtzehn Dekanate des Kirchenkreises Schwaben-Altbayern. Bis zu dessen Fusion 2025 gehörte es dem Kirchenkreis Regensburg an. Zurzeit üben Gabriele Schwarz und Thomas Schwarz das Amt der Dekanin und des Dekans aus. Im Dekanatsbezirk leben ca. 59.000 evangelische Christen in 19 Kirchengemeinden (Stand Mai 2024). In Ingolstadt gibt es acht, in Neuburg an der Donau zwei Stadtgemeinden. Der Anteil der Evangelischen schwankt nach Region zwischen 3 und 26 Prozent.
Zum Gebiet des Dekanats gehört neben der kreisfreien Stadt Ingolstadt auch der Landkreis Neuburg-Schrobenhausen, der größte Teil des Landkreises Pfaffenhofen an der Ilm sowie kleinere Teile der Landkreise Eichstätt, Kelheim und Aichach-Friedberg.

## Geschichte
Das Dekanat Ingolstadt entstand 1915 durch die Teilung des Dekanats München, das bis dahin fast alle evangelisch-lutherischen Kirchengemeinden in Oberbayern umfasst hatte. Sein Sitz war stets in Ingolstadt; es hieß aber bis 1935 Dekanat München II und umfasste weiterhin Oberbayern (ohne die Stadt München selbst). Mit der Gründung der Dekanate Rosenheim 1932 sowie Landshut und Weilheim in Oberbayern 1948 schieden die dortigen Kirchengemeinden aus dem Dekanat aus; gleichzeitig wechselten aber die Karlshuld, Ludwigsmoos und Neuburg an der Donau aus dem Dekanat Augsburg nach Ingolstadt.
Das Dekanat gehörte seit dessen Gründung 1921 zum Kirchenkreis München, wurde aber 1971 wurde in den bereits 1952 gegründeten Kirchenkreis Regensburg umgegliedert.

## Kirchengemeinden
Im Folgenden sind die 19 Kirchengemeinden des Dekanatsbezirks mit ihren Kirchen und deren Baujahr aufgeführt.
- Ingolstädter Gemeinden
  - Kirchengemeinde Brunnenreuth – Martinskirche (Brunnenreuth) (1875–1877), Dreieinigkeitskirche (Ebenhausen-Werk) (1964)
  - Kirchengemeinde Friedrichshofen
  - Kirchengemeinde Ingolstadt – St. Johannes (seit 1964)
  - Kirchengemeinde Ingolstadt – St. Lukas (Kirchengemeinde und Pfarrei seit 1955)
  - Kirchengemeinde Ingolstadt – St. Markus (Kirchengemeinde seit 1960, Pfarrei 1961, Kirche 1950)
  - Kirchengemeinde Ingolstadt – St. Matthäus (Pfarrei seit 1824, Kirche 1845, seit 1955 St. Matthäus)
  - Kirchengemeinde Ingolstadt – St. Paulus (Pfarrei und Kirchengemeinde seit 1964, Kirche 1965)
- Moosgemeinden
  - Kirchengemeinde Karlshuld, Christuskirche (1847)
  - Kirchengemeinde Ludwigsmoos, ev. Kirche
  - Kirchengemeinde Untermaxfeld, ev. Kirche
- Neuburger Gemeinden
  - Kirchengemeinde Neuburg – Apostelkirche (1964)
  - Kirchengemeinde Neuburg – Christuskirche (1927–1930)
- Kirchengemeinde Mainburg
- Kirchengemeinde Manching – Friedenskirche
- Kirchengemeinde Gaimersheim – Friedenskirche
- Kirchengemeinde Pfaffenhofen an der Ilm – Kreuzkirche und Auferstehungskirche in Wolnzach
- Kirchengemeinde Riedenburg
- Kirchengemeinde Schrobenhausen, Christuskirche (1933/34)
- Kirchengemeinde Vohburg